# Höhlmühle (Stammbach)
Höhlmühle ist ein Gemeindeteil der Marktes Stammbach im Landkreis Hof (Oberfranken, Bayern). Höhlmühle liegt in der Gemarkung Förstenreuth.

## Geografie
Die Einöde liegt am Kropfbach, dem rechten Oberlauf des Stammbachs. Eine Gemeindeverbindungsstraße führt nach Weickenreuth (1,3 km westlich) bzw. zur Kreisstraße HO 35 (0,7 km östlich), die nördlich nach Förstenreuth bzw. südlich nach Horlachen verläuft.

## Geschichte
Höhlmühle gehörte zur Realgemeinde Weickenreuth. Gegen Ende des 18. Jahrhunderts bestand Höhlmühle aus einem Anwesen. Die Hochgerichtsbarkeit stand dem bayreuthischen Vogteiamt Stammbach zu. Das bayreuthische Stiftskastenamt Himmelkron war Grundherr des Halbhofes mit Mühle.
Von 1797 bis 1810 unterstand Höhlmühle dem Justiz- und Kammeramt Gefrees. Infolge des Ersten Gemeindeedikts wurde Höhlmühle dem 1812 gebildeten Steuerdistrikt Stammbach und der zugleich entstandenen Ruralgemeinde Stammbach zugewiesen. 1840 erfolgte die Umgemeindung in die neu gebildete Ruralgemeinde Förstenreuth. Im Zuge der Gebietsreform in Bayern wurde Höhlmühle am 1. Juli 1972 nach Stammbach eingemeindet.

### Einwohnerentwicklung
| Jahr      | 001812 | 001819 | 001861 | 001871 | 001885 | 001900 | 001925 | 001950 | 001961 | 001970 | 001987 |
| Einwohner | *      | †      | 8      | 7      | 3      | 9      | 5      | 8      | 6      | 5      | 5      |
| Häuser    |        |        |        |        | 1      | 1      | 1      | 1      | 1      |        | 1      |
| Quelle    | [ 6 ]  | [ 9 ]  | [ 10 ] | [ 11 ] | [ 12 ] | [ 13 ] | [ 14 ] | [ 15 ] | [ 16 ] | [ 17 ] | [ 1 ]  |

## Religion
Höhlmühle ist  evangelisch-lutherisch geprägt und nach St. Maria (Stammbach) gepfarrt.